# Kab
Kab – starożytna hebrajska jednostka masy. Według słowniczka w Biblii Tysiąclecia wynosiła ok. 2,5 kg.